# Campionati mondiali di sollevamento pesi Stoccarda 1911
I Campionati mondiali di sollevamento pesi 1911, 15ª edizione della manifestazione, si disputarono a Stoccarda dal 29 al 30 aprile 1911.

## Titoli in palio
Si assegnarono titoli nelle quattro categorie sotto elencate.
| Categoria    | Eventi      |
| ------------ | ----------- |
| Pesi piuma   | 60 kg       |
| Pesi leggeri | 70 kg       |
| Pesi medi    | 80 kg       |
| Pesi massimi | Oltre 80 kg |

## Risultati
| Evento      | Oro                  | Oro   | Argento        | Argento | Bronzo                | Bronzo |
| ----------- | -------------------- | ----- | -------------- | ------- | --------------------- | ------ |
| 60 kg       | Alfred Anschütz      | 317,5 | Emil Kliment   | 312,5   | Georg Vogel           | 312,5  |
| 70 kg       | Ulrich Blaser        | 370,0 | Franz Komarek  | 347,5   | Peter Reinmuth        | 337,5  |
| 80 kg       | Leopold Hennermüller | 375,0 | Eugen Ruhland  | 366,0   | Andreas Lutz          | 363,0  |
| Oltre 80 kg | Josef Grafl          | 458,0 | Heinrich Rondi | 453,0   | Heinrich Schneidereit | 423,0  |

## Medagliere
| Posiz. | Nazione  | Oro | Argento | Bronzo | Totale |
| ------ | -------- | --- | ------- | ------ | ------ |
| 1      | Austria  | 2   | 2       | 0      | 4      |
| 2      | Germania | 1   | 2       | 4      | 7      |
| 3      | Svizzera | 1   | 0       | 0      | 1      |
| Totale | Totale   | 4   | 4       | 4      | 12     |